# Ashby de la Launde
Ashby de la Launde est un village et une ancienne paroisse civile du Lincolnshire, en Angleterre. En 1921, la paroisse civile est abolie et le village intègre la paroisse nouvellement créée de Ashby de la Launde and Bloxholm.

## Monuments
L'église de Saint Hybald, construite au XIIe siècle et restaurée en 1854, se trouve à Ashby de la Launde ; c'est un monument classé de grade II,.
Au nord du village se trouve l'ancien manoir de Ashby Hall, construit en 1595 en remplacement de l'ancien manoir médiéval du seigneur de Ashby de la Launde, qui datait des environs de l'an 1220. Durant l'entre-deux-guerres, la salle de badminton du manoir a servi comme mairie du village, mais le manoir a par la suite été grandement endommagé pendant la Seconde Guerre mondiale. Plus tard, de 1961 aux années 1990, il a servi de discothèque. Le manoir ainsi que les écuries et la glacière adjacentes (datant du XIXe siècle) sont des monuments classés de grade II,,. Au nord du manoir se trouve un jardin fermé hexagonal, déjà mentionné en 1820, soit avant la prolifération de ce type de jardin en Angleterre,.